# 小行星5080
小行星5080（5080 Oja）是一颗围绕太阳公转的小行星。1976年3月2日，克拉斯-英格瓦·拉格爾科維斯特在Kvistaberg发现了此天体。
这颗小行星的绝对星等为89.03683271325295等。